# Hölö-Mörkö församling
Hölö-Mörkö församling är en församling i Södertälje kontrakt i Strängnäs stift. Församlingen ligger i Södertälje kommun i Stockholms län och utgör ett eget pastorat.

## Administrativ historik
Församlingen bildades 2010 genom att Hölö församling och Mörkö församling lades samman.

## Kyrkor
- Hölö kyrka
- Mörkö kyrka